# Tríptico de los santos ermitaños
El Tríptico de los santos ermitaños es un tríptico del pintor holandés El Bosco. Basado en investigaciones dendrocronológicas, se asume que fue creado alrededor de 1493. Se encuentra en la Galería de la Academia de Venecia. Los tres paneles miden 85,4 × 29,2 cm, 85,7 × 60,0 cm, 85,7 × 28,9 cm. Está firmado en la parte inferior del panel central en letras doradas y escritura gótica: "Jheronimus bosch".
Las imágenes en la parte posterior de los dos paneles laterales, probablemente en grisalla, no han sobrevivido. La obra sufrió graves daños tal vez durante un incendio, estando fuertemente repintado el panel central, especialmente en el paisaje y en el cielo, así como en la cabeza de Jerónimo.
Tres santos ermitaños muy populares en la Edad Media y el Renacimiento están representados: en el panel central, san Jerónimo penitente, en el panel izquierdo, san Antonio Abad y, en el de la derecha, san Egidio (o Gil).

## Descripción
La imagen central del tríptico muestra al santo patrón del Bosco, el padre de la iglesia Jerónimo como un ermitaño en el desierto. Ora en medio de las ruinas de un templo pagano ante un extraño paisaje rocoso con un estanque, algunos árboles secos y una variedad de animales: pájaros, reptiles, una cochinilla, un pez extrañamente grotesco en un árbol y algunos mamíferos, símbolos del mal esparcidos por todas partes, con un amplio paisaje de fondo que se extiende hasta donde alcanza la vista. Jerónimo está arrodillado frente a una estructura similar a un ábside, su cuerpo demacrado y desnudo envuelto en una capa de color rojo ahora pálido debido a la pérdida pictórica, el sombrero de cardenal en el suelo junto al ábside. En su mano izquierda sostiene un crucifijo, con la piedra en la diestra se golpea el pecho. La insignia cardenalicia abandonada y la piedra son atributos iconográficos de Jerónimo como penitente, mientras que el león, su compañero habitual, es probablemente el cuadrúpedo de espaldas bebiendo en el estanque. A la izquierda del santo hay un ídolo caído y en el pedestal que lo sustentaba aparece un hombre arrodillado adorando al sol y a la luna. Delante de él la estructura semicircular está decorada con un relieve de Judit y Holofernes. En la tipología medieval, Judit era vista como una prefiguración de María como vencedora del mal. Y a la izquierda, un hombre cazando a lazo un unicornio, símbolo de castidad. En la enigmática imagen de la base lateral del ábside, un hombre desnudo se arrastra dentro de una colmena, un símbolo de la lujuria pues la miel aludía al placer carnal. De esta figura se conserva un dibujo preparatorio en la Albertina de Viena. Un búho está posado en el palo que sobresale de su ano. En la iconografía occidental, el búho tiene significados ambivalentes. Por un lado, es un símbolo de sabiduría, por otro lado, se considera un presagio de mala suerte. Como animal nocturno, huye de la luz, es compañero de brujas y, como mensajero de infortunio, anuncia incendios o la muerte.
El tema del ala izquierda es Las tentaciones de San Antonio. El anacoreta con hábito negro se apoya en su bastón, que tiene la habitual forma de cruz tau, y se inclina para recoger agua de un estanque con un cántaro. Es de noche, y Antonio es acosado por monstruosas criaturas, cerrando los ojos a las visiones demoníacas que acechan sus meditaciones. Delante de él, un pez-diablo se sirve vino de una jarra imitándole con sorna, mientras alrededor del santo pululan otros demonios grillos en poses grotescas pero también humorísticas: uno de espaldas está sentado leyendo un misal, otro tiene cola de pavo real y con un pico muy largo atrapa una sabandija, en primer plano se pasea otro en forma de cabeza de monja con pies, llevando encima una lechuza en su nido. Ante el santo, en la orilla cercana, apartada una tela colgada de un árbol seco, se revela una mujer desnuda retratada en la pose de Venus pudica. Según la leyenda, Antonio en su retiro fue tentado por el diablo en forma de una hermosa mujer. En el fondo arden incendios a contraluz típicamente bosquianos: Antonio es el santo que protege de los incendios y al que se invocaba contra el "fuego de san Antón".
El panel del lado derecho muestra al ermitaño Egidio o Gil, como se relata en la Leyenda áurea. Egidio se retiró al bosque en el sur de Francia y vivía en una cueva, con una cierva que lo alimentaba con su leche. Una flecha dirigida al animal alcanzó accidentalmente al ermitaño, causándole una herida que nunca sanó. Aparece vestido con hábito negro, con la flecha en el pecho y la cierva acostada a sus pies. Delante tiene un libro cerrado y de la mesa cuelga una nota con los nombres de todos aquellos a quienes ha ayudado por su intercesión. El paisaje es el más sereno y luminoso de los tres. El santo se encuentra de pie rezando en una cueva rocosa con un trozo de bosque arriba y pájaros bajo un cielo despejado. Solo algunos huesos de animales y partes del cuerpo de un jabalí esparcidos frente a la cueva, que un cuervo está manipulando, apuntan a la fugacidad y la muerte.
Egidio es uno de los catorce santos auxiliadores y uno de los invocados contra la peste durante las grandes epidemias europeas, que también afectaron a los Países Bajos, desde el siglo XIV al XVI.

## Historia
El tríptico se menciona por primera vez en Della pittura Veneziana de Zanetti de 1771, cuando estaba presente en la Sala dei tre Capi del Consejo de los Diez en el Palacio Ducal. Tras la caída de la república y bajo el dominio de Austria, fue llevado a la Galería Imperial de Viena en 1838 y terminó en el Kunsthistorisches Museum de Viena en 1893. En 1919 volvió a Venecia y se colocó de nuevo en el Palacio Ducal. Después de ser limpiado y restaurado en el contexto del 'Proyecto de Investigación y Conservación del Bosco', ahora se encuentra en la Galería de la Academia de Venecia.

## Exhibiciones
En 1958, el tríptico se mostró en la exposición Middeleeuwse Kunst der Noordelijke Nederlanden en el Rijksmuseum de Ámsterdam. Formó parte de la exposición Hieronymus Bosch en el Palacio Grimani de Venecia en 2010, junto con las dos pinturas Visiones del Más Allá (1500/1503) y Tríptico de Santa Julieta o Librada (1510), también originarias del Palacio Ducal. Se exhibió en 2016 con otras tres obras del Bosco conservadas en Venecia en la gran exposición sobre el maestro en el Museo Noordbrabants en 's-Hertogenbosch.